# Beautiful (Jessica Mauboy-album)
 For alternative betydninger, se Beautiful. (Se også artikler, som begynder med Beautiful)
Beautiful er det tredje studiealbum af den australske musiker Jessica Mauboy, udgivet den 4. oktober 2013 ved Sony Music Australia. Den affødte fire singler, "To the End of the Earth", "Pop a Bottle (Fill Me Up)", "Beautiful" og "Never Be the Same". Beautiful debuterede som nummer tre på ARIA Album Chart, som bliver Mauboys højeste placering på hitlisten til dato. Det blev certificeret guld på den Australian Recording Industry Association for overførsel af 35.000 eksemplarer. For at fremme albummet, indledte Mauboy To the End of the Earth Tour fra november 2013 til januar 2014.

## Baggrund
I et interview med Spotlight Report, Mauboy indrømmede, at efter hendes arbejde på musicalfilmen fra 2012 The Sapphires og dens soundtrack, med inspiration fra 1960'erne soulmusik, kæmpede hun for at finde en retning for sit tredje studiealbum. "Dette album var absolut ret frustrerende og svært at sætte sammen ... Det var en hård proces efter kommer fra at lave The Sapphires og have denne smukke sjæl, Motown klassisk musik." Mauboy udtalte videre, at ikke at vidste, hvilken retning hun ville gå med hjælp. "Jeg havde alle disse historier og følelser. Alle jeg behøvede at være i studiet og spille en smule klaver og spille nogle melodier, til at hjælpe mig med at skrive". Mauboy skrev halvdel af albummet i Australien med DNA Songs og Adam Reily, og også i Los Angeles. Mauboy var med til at skrive 10 af de 13 sange på albummet.
Mauboy fortalte The Northern Star, at albummet er "meget forskelligartet ... Jeg tager det tilbage til mit første album, hvor jeg havde lidt af dance og et twist af R&B". En del af albummets musikalske retning er påvirket af 1990'ernes musik, herunder dancekunstnere som Culture Beat og Corona. "Jeg er sådan en stor fan af 90'erne og voksede op med 90'erne, og jeg elsker hvordan kunstnerne havde så store vokaler og alligevel sådanne enkle rytmer på sporene -. og de bruger sådan nogle små effekter." Harvey Mason, Jr. fungerede som kreativ direktør for albummet og var med til at skrive og producerede en række sange.

## Udgivelse og reklame
Mauboy eksklusive interview med Melissa Doyle i Darwin blev sendt på Sunday Night den 15. september. Den 26. september, var hun medvært på The Footy Show og udførte et medley af "Inescapable", "To the End of the Earth" og "Saturday Night". Den 29. september blev Beautiful tilgængelige for at streame online via Songl.com før den officielle udgivelse. Mauboy udført "Pop a Bottle (Fill Me Up)" under den femte sæson af X Factor i Australien den 30. september. Den 5. oktober, udførte hun og underskrevne kopier af Beautiful på Tumbalong Park, Darling Harbour i Sydney. Den følgende dag, optrådte hun på 2013 NRL Grand Final. Mauboy udført sange fra Beautiful og underskrev kopier af albummet i løbet af instore optrædener i Westfield Kotara i Kotara, New South Wales den 7. oktober og Westfield Fountain Gate i Narre Warren, Victoria den 10. oktober.

### Singler
"To the End of the Earth" blev udgivet som albummets første single den 17. juli. Sangen toppede som nummer 21 på ARIA Singles Chart og blev certificeret med guld af Australian Recording Industry Association for at sælge 35.000 eksemplarer. Den anden single "Pop a Bottle (Fill Me Up)", udgivet den 27. september, debuterede som nummer to på ARIA Singles Chart og blev certificeret platin for at sælge 70.000 eksemplarer. Titelnummeret på albummet "Beautiful", blev udgivet som den tredje single den 22. november, og blev den laveste hitlisteplacering af hendes karriere som nummer 46. Den fjerde single "Never Be the Same" udgivet den 7. marts 2014, toppede som nummer seks og blev certificeret platin.

### To the End of the Earth Tour
I juli 2013 bekendtgjorde Mauboy To the End of the Earth Tour, en national turné præsenteret af Nescafé, for at fejre sin globale 75-års jubilæum. Billetter til turnéen var tik salg fra den 5. august. Der var 27 shows i hovedstadsområdet og regionalt i Australien, der løb fra November 2013 til januar 2014.

## Modtagelse

### Kritisk respons
Tim Spencer fra Q News så Beautiful som den type album som "du kan nemt geare ned og danse til", og konkluderede, at fans af Mauboys tidligere indsats "vil helt sikkert blive imponeret over denne post." Renowned for Sounds Jana Angeles roste albummets "perfekt balance" af pop og R&B, og yderligere tilføjes, "hvad der gør Beautiful sådan en imponerende album er det faktum, at nogle af numrene har ærlige tekster og er tydeligt talt fra hjertet." Suzie Keen af In Daily skrev albummet er "en no-brainer for fans af ren pop" og fandt sporene for at være "uimodståeligt iørefaldende". Entertainment Hive honning B kaldte det "en forbløffende ærlig CD med smukke melodier".

### Kommercielle resultater
Beautiful debuterede som nummer tre på ARIA Album Chart den 13. oktober 2013; det blev Mauboy tredje top-ti album og den højeste hitlistealbum i hendes karriere. Albummet blev certificeret guld af Australian Recording Industry Association for at sælge af 35.000 eksemplarer. På grund af succesen med albummets fjerde single "Never Be the Same", sprang Beautiful fra nummer 42 til nummer 17 efter udsendelsen den 21. april 2014. Den følgende uge, flyttede Beautiful op i top fem som nummer fire, hvilket gør det til den fjerde uge i top ti til albummet.

## Trackliste
| #   | Titel                          | Sangskriver(e)                                                       | Producer                             | Længde |
| --- | ------------------------------ | -------------------------------------------------------------------- | ------------------------------------ | ------ |
| 1.  | "Beautiful"                    | Jessica Mauboy • Charles Hinshaw • Chaz Mishan • David Delazyn       | The Fliptones                        | 3:12   |
| 2.  | "Kiss Me Hello"                | Mauboy • Al-Sherrod "A-Rod" Lambert • Mishan Delazyn                 | The Fliptones                        | 3:06   |
| 3.  | "Pop a Bottle (Fill Me Up)"    | Mauboy • Mario Marchetti • Gino Barletta • Rebecca Johnson           | Marchetti                            | 3:44   |
| 4.  | "I Believe"                    | Mauboy • Adam Reily                                                  | Reily                                | 4:03   |
| 5.  | "Never Be the Same"            | Mauboy • Anthony Egizii • David Musumeci                             | DNA                                  | 3:52   |
| 6.  | "In Love Again"                | Mauboy • Reily                                                       | Reily                                | 3:27   |
| 7.  | "Honest"                       | Mauboy • Brian Kennedy • Reily                                       | Kennedy • Harvey Mason, Jr. • Reily  | 3:47   |
| 8.  | "I'll Be There"                | Mason, Jr. • Damon Thomas • Britt Burton • Mike Daley • J. Que Smith | The Underdogs • Daley                | 3:54   |
| 9.  | "Go (I Don't Need You)"        | Mauboy • Kennedy • Dante Jones • Ross James Irwin • Samantha Nathan  | Kennedy • Jones • Mason, Jr. • Reily | 3:24   |
| 10. | "Heartbreak Party"             | Mason, Jr. • Thomas • Burton • Andrew Hey                            | The Underdogs                        | 3:42   |
| 11. | "Barriers"                     | Mauboy • Egizii • Musumeci                                           | DNA                                  | 3:49   |
| 12. | "To the End of the Earth"      | Mauboy • Jaden Michaels • Ben Berger • Ryan McMahon                  | Berger • McMahon                     | 3:07   |
| 13. | "Kick Up Your Heels" (Pitbull) | Jonathan Perkins • Jeremy Skaller • Nikki Flores • Armando Perez     | J Remy • Jonny Perkins • Reily       | 3:11   |

## Credits
Tilpasset fra album liner.

### Optagelsessteder
- Adz Joint
- Captain Cuts Studios
- The Highlands
- Mason Sound
- Orange Factory Studios LA
- Rondor/Universal Recording Studio
- Sony Studios

## Hitlister

### Ugentlige hitlister
| Hitliste (2013)   | Top position |
| ----------------- | ------------ |
| Australien (ARIA) | 3            |

### Årlige hitlister
| Hitliste (2013)                | Position |
| ------------------------------ | -------- |
| ARIA Albums Chart              | 61       |
| Australian Artist Albums Chart | 15       |

## Certifikationer
| Land              | Certifikation | Solgte eksemplarer |
| ----------------- | ------------- | ------------------ |
| Australien (ARIA) | Guld          | 35,000             |